# لینا نیگرا

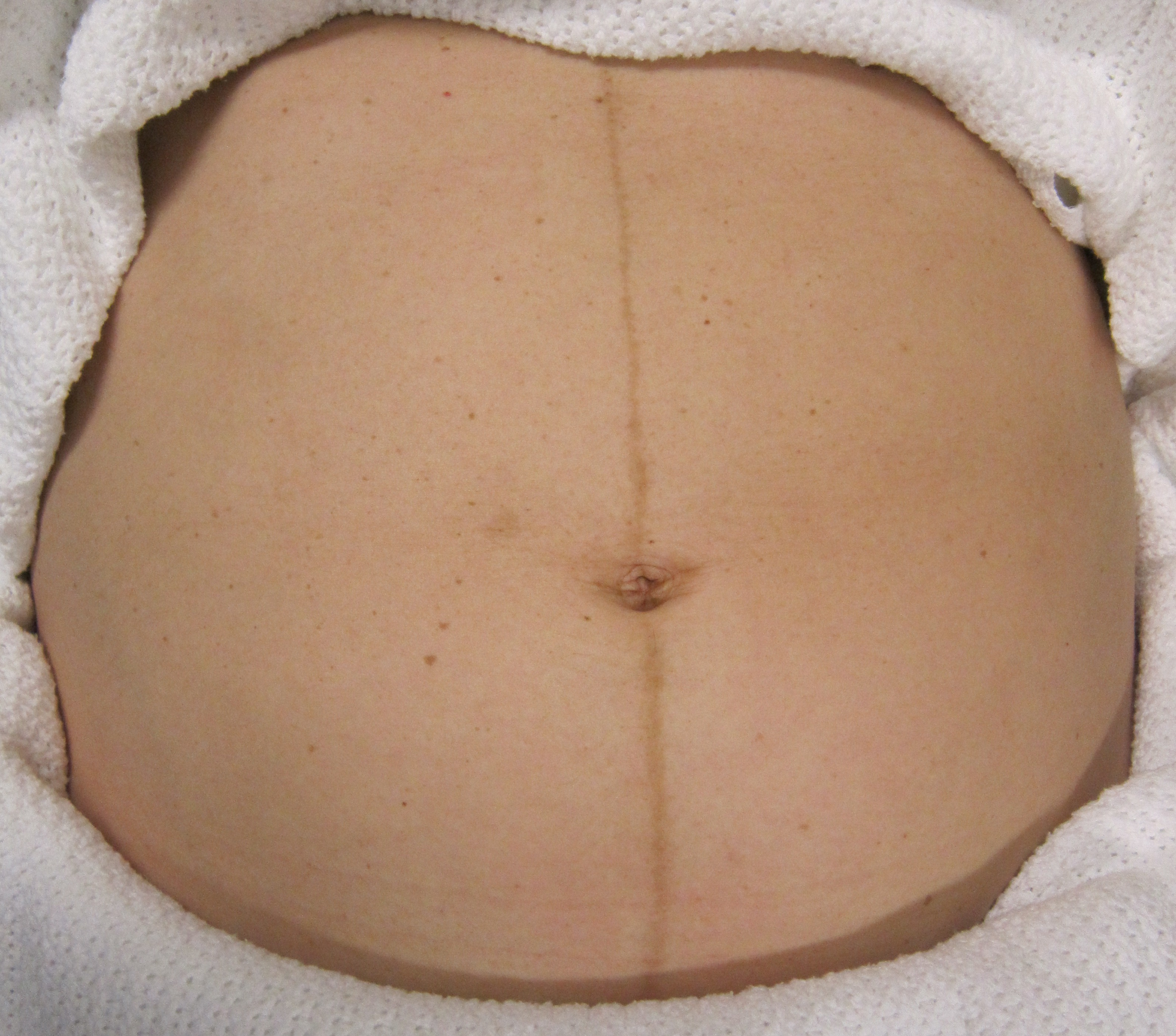
لینا نیگرا که در یک زن باردار دیده می‌شود

لینا نیگرا (به انگلیسی: Linea nigra) (در لاتین به معنای "خط سیاه") که اغلب از آن عنوان خط بارداری نیز یاد کرده می‌شود، یک نوع تیرگی خطی پوستی است که به‌طور معمول در شکم ظاهر می‌شود. عرض این نوار قهوه‌ای‌رنگ معمولاً حدود یک سانتی‌متر (۰٫۴ اینچ) است. این خط به‌طور عمودی در امتداد خط میانی شکم از استخوان شرمگاهی تا ناف قرار دارد، اما می‌تواند از استخوان شرمگاهی تا بالای شکم نیز کشیده شود.
در زنان باردار، ایجاد شدن لینا نیگرا به افزایش هورمون تحریک کننده ملانوسیت ایجاد شده توسط جفت نسبت داده می‌شود که همچنین سبب تأثیراتی از جمله ملاسما و تیرگی نوک پستان می‌شود. زنان با پوست روشن این پدیده را کمتر از زنان با رنگدانه‌های تیره از خود نشان می‌دهند. لینا نیگرا معمولاً ظرف چند ماه پس از زایمان از بین می‌رود.
اگرچه در خارج از دوران بارداری به ندرت لینا نیگرا در افراد مشاهده می‌شود، اما ممکن است زنان و مردان در هر سنی به آن مبتلا شوند. بجز در دوران بارداری، هر دو جنس در دوران ۱۱ تا ۱۵ سالگی به‌طور مساوی بیشترین شیوع لینا نیگرا را از خود نشان می‌دهند. این افزایش شیوع می‌تواند نتیجه تغییرات هورمونی در دوران بلوغ باشد. پس از ۱۵ سالگی، شیوع این پدیده در مردان کاهش می‌یابد. میزان شیوع هر دو جنس بعد از ۳۰ سالگی به زیر ۱۰ درصد می‌رسد. علاوه بر این، این خط می‌تواند پس از افزایش وزن‌های کوتاه مدت ظاهر شود. همچنین لینا نیگرا می‌تواند نشانه‌ای از عدم تعادل هورمونی، بیماری ژنتیکی، سرطان، التهاب و حتی عفونت قارچی در بدن باشد.

## تصاویر بیشتر

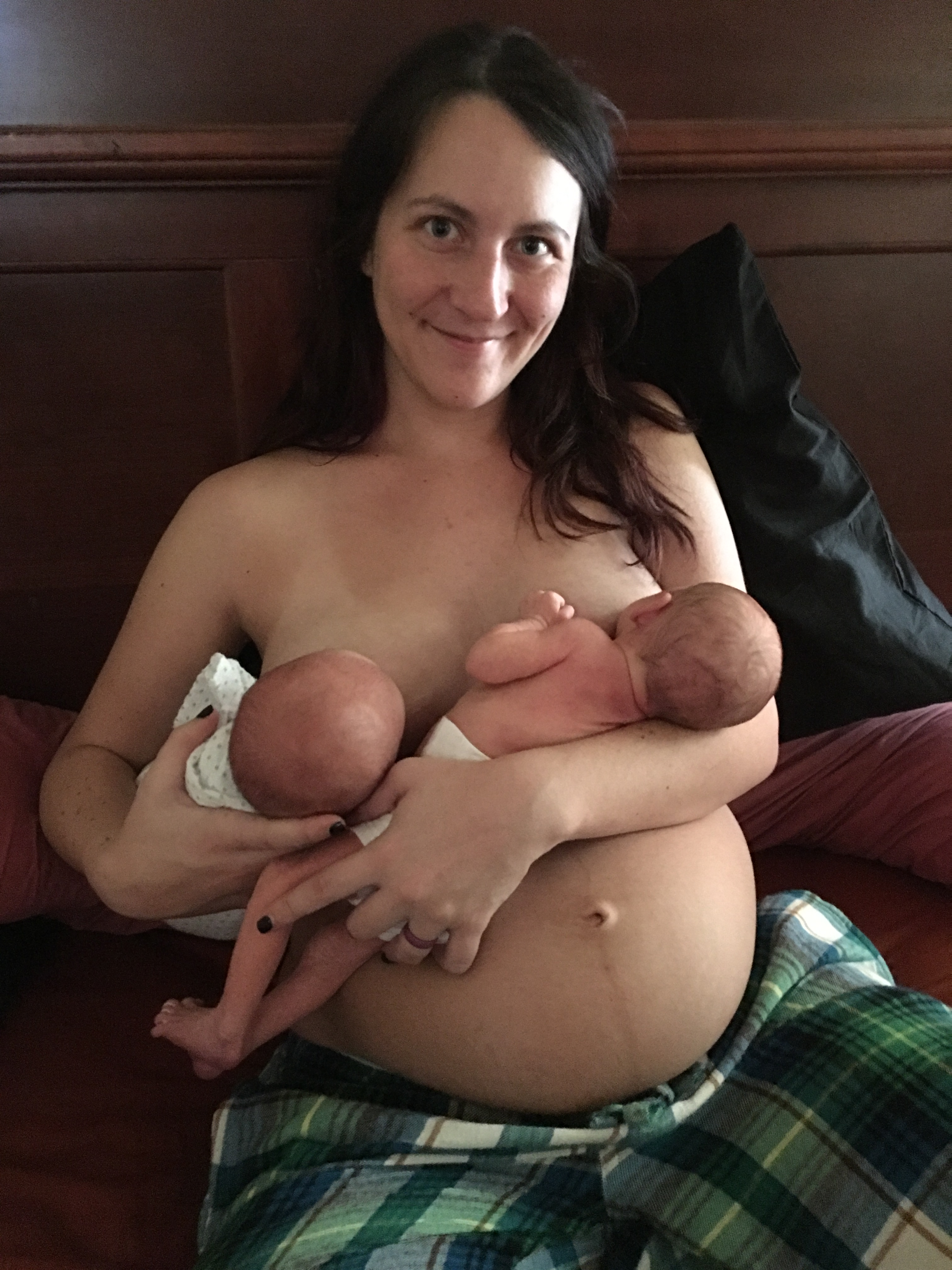
زنی که از دو کودک دوقلو شش روز پس از تولدشان پرستاری می‌کند. لینا نیگرا روی بدن زن هنوز قابل مشاهده است.
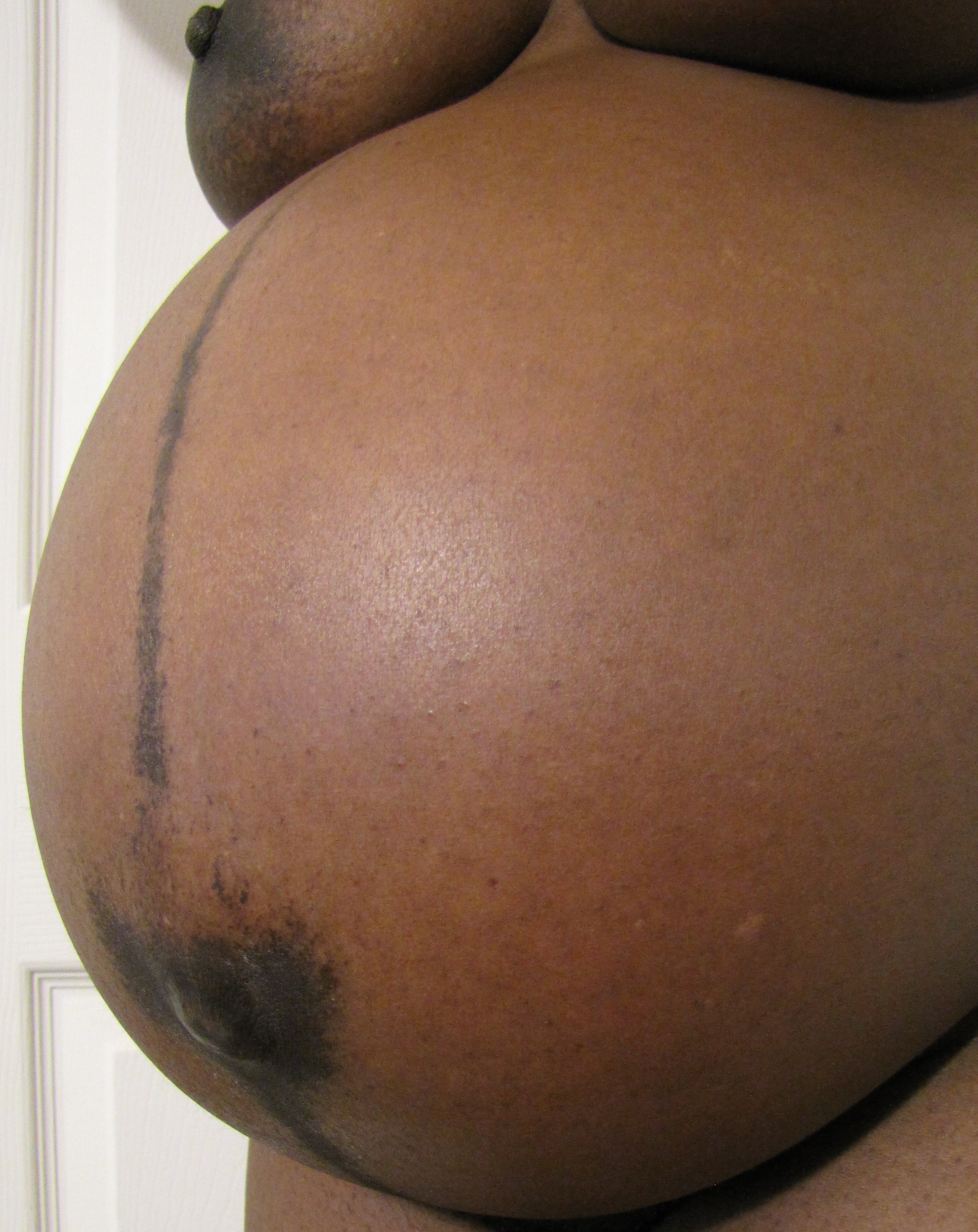
خط لینا نیگرا روی بدن یک زن تیره پوست.
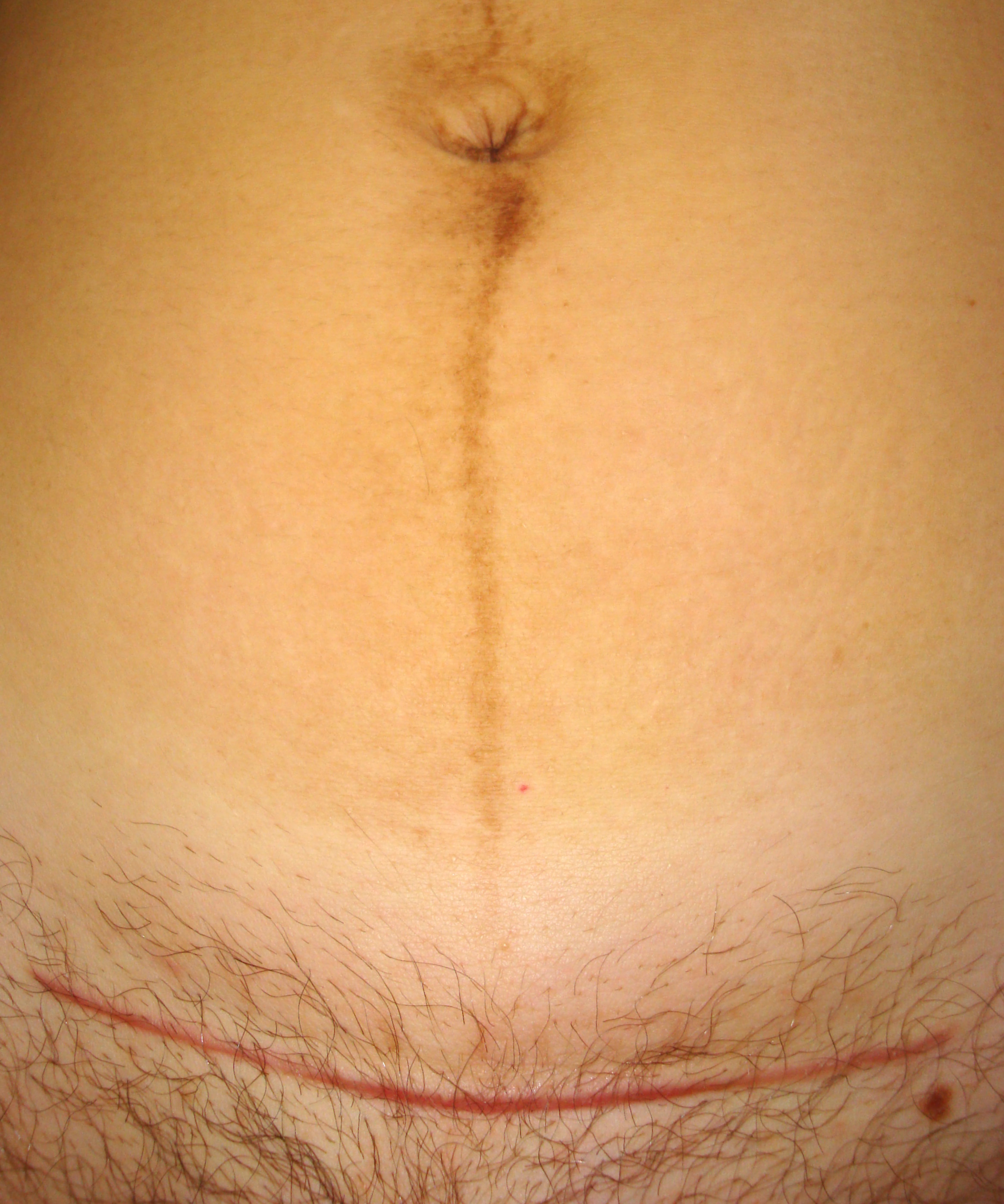
جای زخم سزارین (خط قرمز افقی) و خط سیاه لینا نیگرا روی بدن یک زن ۳۱ ساله ۷ هفته پس از زایمان قابل مشاهده است.